# Ласхедар (перевал)
Ласхедар (груз. ლასხედარი) — горный перевал через Главный Кавказский хребет, расположен на границе Грузии и Кабардино-Балкарии (Россия).
Перевал соединяет ледники Башиль (на севере) и Ласхедар (на юге). Высота достигает 3629 м.